# Грива (Козельський район)
Грива (рос. Грива) — присілок в Козельському районі Калузької області Російської Федерації.
Населення становить 8 осіб. Входить до складу муніципального утворення Село Попелево.

## Історія
Від 2004 року входить до складу муніципального утворення Село Попелево.

## Населення
| 2002 | 2010 |
| ---- | ---- |
| 8    | →8   |